# Eleuterokok

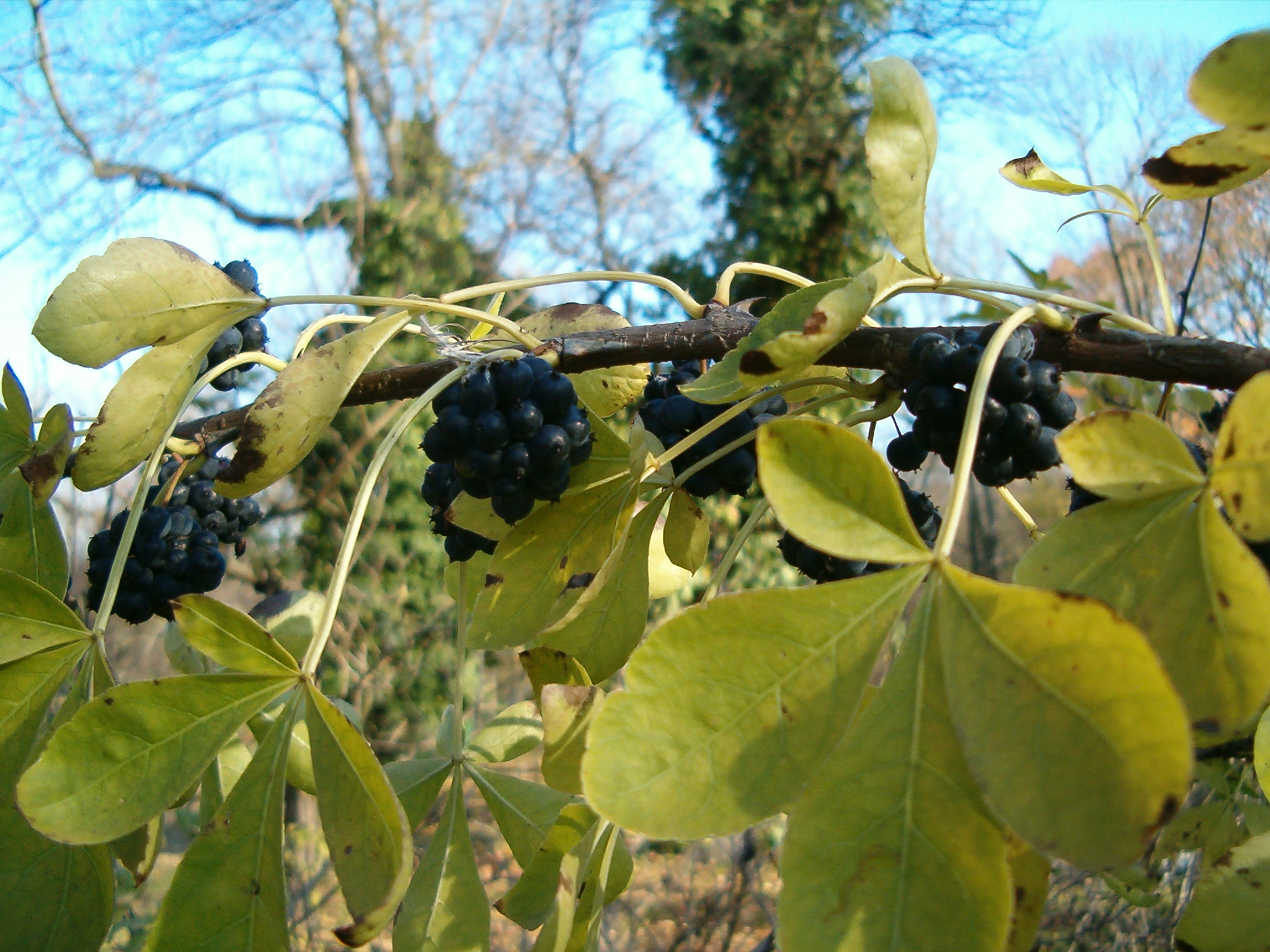
Eleutherococcus gracilistylus

Eleuterokok (Eleutherococcus) – rodzaj roślin z rodziny araliowatych. Należy do niego 29 gatunków. Występują one w Azji Wschodniej, na obszarze od Rosyjskiego Dalekiego Wschodu, poprzez Japonię, Koreę i Chiny, po Filipiny, Tajlandię i Himalaje. Największe zróżnicowanie rodzaju jest w Chinach, gdzie rośnie 18 gatunków, w tym 14 endemitów. Występują w formacjach zaroślowych i leśnych.
Niektóre gatunki uprawiane są jako rośliny ozdobne, zwłaszcza E. sieboldianus. E. trifoliatus bywa wykorzystywany jako substytut żeń-szenia. Eleuterokok kolczasty E. senticosus, zwany syberyjskim żeń-szeniem, spożywany był jako napój przez sportowców rosyjskich, ale nie ma dowodów jego skuteczności.

## Morfologia
PokrójKrzewy i małe drzewa osiągające do 6 m wysokości o pędach prosto wzniesionych i wspinających się, często kolczastych, nagich lub owłosionych.
LiścieSezonowe, skrętoległe, dłoniasto złożone z 3–5 listków. Przylistków brak lub bardzo słabo wykształcone.
KwiatyDrobne, białe lub zielonkawe, zebrane w wyrastające zwykle na szczytach pędów złożone wiechy kończące się baldachami, rzadziej z pojedynczymi baldachami. Baldachy szczytowe zawierają kwiaty obupłciowe, a boczne obupłciowe lub funkcjonalnie męskie. Szypułki nie są członowane, ew. słabo tuż pod zalążnią. Rąbek kielicha całobrzegi lub z 5 drobnymi ząbkami. Płatków korony jest 5, niezachodzących na siebie. Pręcików jest zwykle 5. Zalążnia dolna, składa się z 2–5 komór i zwieńczona jest 1–5 szyjkami słupka (wolnymi lub zrośniętymi w różnym stopniu).
OwoceKuliste lub spłaszczone pestkowce, czarne lub fioletowoczarne, zawierające 2–5 okazałych, spłaszczonych nasion.

## Systematyka
Pozycja systematyczna
Rodzaj należący do podrodziny Aralioideae z rodziny araliowatych (Araliaceae).
Wykaz gatunków
- Eleutherococcus baoxinensis (X.P.Fang & C.K.Hsieh) P.S.Hsu & S.L.Pan
- Eleutherococcus brachypus (Harms) Nakai
- Eleutherococcus cissifolius (Griff. ex C.B.Clarke) Nakai
- Eleutherococcus divaricatus (Siebold & Zucc.) S.Y.Hu
- Eleutherococcus eleutheristylu s (G.Hoo) H.Ohashi
- Eleutherococcus giraldii (Harms) Nakai
- Eleutherococcus henryi Oliv.
- Eleutherococcus higoensis (Hatus.) H.Ohba
- Eleutherococcus hypoleucus (Makino) Nakai
- Eleutherococcus japonicus (Franch. & Sav.) Nakai
- Eleutherococcus lasiogyne (Harms) S.Y.Hu
- Eleutherococcus leucorrhizus Oliv.
- Eleutherococcus nikaianus (Koidz. ex Nakai) H.Ohashi
- Eleutherococcus nodiflorus (Dunn) S.Y.Hu
- Eleutherococcus pilosulus (Rehder) C.H.Kim & B.Y.Sun
- Eleutherococcus rehderianus (Harms) Nakai
- Eleutherococcus scandens (G.Hoo) H.Ohashi
- Eleutherococcus senticosus (Rupr. & Maxim.) Maxim. – eleuterokok kolczasty
- Eleutherococcus sessiliflorus (Rupr. & Maxim.) S.Y.Hu
- Eleutherococcus setosus (H.L.Li) Y.R.Ling
- Eleutherococcus setulosus (Franch.) S.Y.Hu
- Eleutherococcus sieboldianus (Makino) Koidz.
- Eleutherococcus simonii (Simon-Louis ex Mouill.) Hesse
- Eleutherococcus spinosus (L.f.) S.Y.Hu
- Eleutherococcus trichodon (Franch. & Sav.) H.Ohashi
- Eleutherococcus trifoliatus (L.) S.Y.Hu
- Eleutherococcus verticillatus (G.Hoo) H.Ohashi
- Eleutherococcus wardii (W.W.Sm.) S.Y.Hu
- Eleutherococcus wilsonii (Harms) Nakai

## Zastosowanie
Niektóre gatunki są uprawiane jako rośliny ozdobne, głównie ze względu na walory dekoracyjne liści. Są całkowicie mrozoodporne (strefy mrozoodporności 3-9). Wymagają pełnego oświetlenia i żyznej, próchnicznej ziemi. Rozmnaża się je przez wysiew nasion jesienią lub wiosną albo przez sadzonki.